# Comarca Metropolitana d'Almeria
La Comarca Metropolitana d'Almería és una comarca d'Andalusia situada a la província d'Almeria. Té 1.159 quilòmetres quadrats i una població de 239.132 habitants. Limita al nord amb Levante Almeriense i Los Filabres-Tabernas.